# Króka-Refs saga
La Króka-Refs saga (che in italiano significa Saga di Refr l'Astuto) è una saga degli Islandesi scritta in norreno in Islanda nel XIV secolo. Essa narra le avventure di Refr Steinsson, le cui origini poco promettenti lo portano alla grandezza sia nell'arte del combattimento che nel tessere sotterfugi. Per il suo comportamento scaltro e per il suo stesso nome (Refr in norreno significa "volpe"), si ritiene ci siano analogie tra il protagonista della Króka-Refs saga e Renart la volpe, il protagonista del Roman de Renart.